# Cerro Ejido
Cerro Ejido es un barrio de la ciudad uruguaya de Artigas, en el departamento homónimo al norte del país.

## Localización
Está situado al sur de los límites urbanos de la ciudad. A sus oeste se encuentran los barrios de San Eugenio y Cerro Signorelli, y al sur se encuentra el barrio de Pintadito. La Ruta 30 pasa a poca distancia a su oeste.

## Población
En 2011 Cerro Ejido tenía una población de 790 habitantes.
| Año  | Población |
| ---- | --------- |
| 1996 | 177       |
| 2004 | 516       |
| 2011 | 790       |

Fuente: Instituto Nacional de Estadística de Uruguay